# Chiesa del Santissimo Redentore (Ruvo di Puglia)
La chiesa del Santissimo Redentore è un edificio religioso di Ruvo di Puglia sito in piazza Giacomo Matteotti. Nonostante la chiesa sia stata consacrata già nel 1902 i lavori di completamento della facciata e del campanile sono terminati soltanto nel 1955. Il tempio è attualmente sede di un esteso territorio parrocchiale tanto da godere di quattro rettorie, quali la chiesa dell'Annunziata, la chiesa di San Rocco, la chiesa di Santa Caterina d'Alessandria e la chiesa di San Giacomo al Corso. La chiesa è intitolata al Santissimo Redentore ed è vicaria della parrocchia Cattedrale.

## Storia
Nel 1886 il popolo ruvestino, profondamente scosso dal terremoto e dalla pestilenza che in quell'anno l'avevano colpito, decise far innalzare una chiesa dedicata a Gesù Cristo Redentore. La prima pietra per l'edificazione della nuova casa di Dio fu posta soltanto il 1º aprile 1900 con la benedizione del vescovo di Ruvo, Pasquale Berardi. Il compito di pensare e disegnare la nuova chiesa fu affidato all'ingegnere Egidio Boccuzzi, tuttavia il progettista ruvese ebbe molte difficoltà in quanto il luogo scelto per erigere l'edificio fu lo stallone, ovviamente da abbattere, dell'adiacente castello e palazzo Melodia, un luogo stretto, incastrato tra due palazzi, ma soprattutto buio. Boccuzzi pensò dunque ad una chiesa costituita da un'unica navata, il cui prospetto si sarebbe stagliato nella centralissima piazza Regina Margherita (ora piazza Matteotti) e sarebbe stata visibile fin da corso Carafa. L'ingegnere ideò una facciata che rispecchiasse davvero l'aspetto di un tempio, dotato di porticato e sovrastato da un secondo ordine composto da nicchie e da un finestrone, il tutto coronato da un timpano che avrebbe dovuto ospitare un orologio pubblico. La costruzione tuttavia, vista anche la complessità del progetto e la modesta disponibilità economica, ha impiegato vari decenni per consegnare il tempio completo e finito. Nonostante tutto entro il 1902 la cittadinanza poté ammirare il primo ordine finito e dunque il 10 agosto la chiesa, sebbene incompleta (il catino absidale e la volta furono realizzati solo tra il 1906 e il 1913), fu aperta al pubblico. Con il prospetto ancora orfano del secondo ordine, nel 1921 fu edificata la sacrestia da don Salvatore Ciliberti a spese proprie. In questo periodo fu inoltre impiantato un campanile a vela  dotato di una sola campana e in seguito sostituito da un campanile a cuspide, entrambi provvisori. Nel 1940 furono benedette le tre campane. Sebbene fosse stata aperta al pubblico nel 1902, la chiesa fu consacrata al Santissimo Redentore solo nel 1950. Nel 1953 sotto il vescovo Aurelio Marena si cominciò la costruzione del secondo ordine e del timpano (fu abbandonata però l'idea di inserirvi l'orologio pubblico) ed anche del campanile, sempre cuspidato, diviso in tre ordini. Nello stesso anno sul timpano fu impiantata la grande statua lapidea del Cristo Redentore realizzata dalla Plinio Frigo di Vicenza. Il tutto fu ultimato nel 1955. Ultimato da poco il tempio, la parrocchia si rese protagonista per anni della realizzazione di grandi e artistici presepi. Nel 1957, il papa Pio XII donò alla parrocchia un televisore, all'epoca costituiva un lusso per molti, mentre nel 1960 la chiesa fu dotata di un organo composto da 1100 canne. Tra il 1995 e il 1996 il catino absidale fu totalmente rivoluzionato e decorato con un enorme mosaico che raffigura la Chiesa in cammino verso il Redentore.

## Descrizione

### Facciata

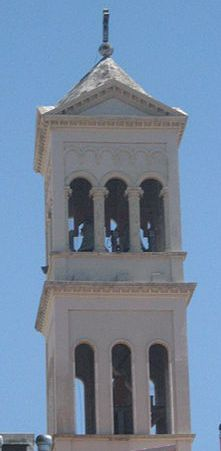
Il campanile

Il prospetto è diviso in due ordini; l'ordine inferiore è costituito da un sagrato ripartito in tre arcate con i pennacchi intervallati da dei medaglioni. Le arcate poggiano su delle colonne binate di ordine ionico che danno vita ad un porticato precedente all'ingresso. L'ordine superiore è composto da un finestrone architravato inserito tra due nicchie imperniate in sistema architettonico che richiama l'arco di trionfo. Chiude la facciata il semplice timpano sovrastato dalla statua del Cristo Redentore.

### Interno
Le paraste disposte sui muri laterali interni delineano quattro cappelle per parte in cui sono rispettivamente contenute delle nicchie. Sul lato destro è inoltre presente un piccolo pulpito scolpito. La trabeazione, che poggia sulle paraste di ordine corinzio, fa da base alla volta a botte della chiesa. La decorazione delle bianche pareti è scarna e il compito di suggestionare e colpire il fedele e il visitatore è affidato al catino absidale ampiamente decorato dal grande mosaico e alle nicchie ricche di statue raffiguranti santi quali Giovanna d'Arco, Santa Rita, San Francesco di Paola, la Madonna del Rosario, San Pio da Pietrelcina, San Giuseppe, San Giovanni Bosco, Sant'Anna, San Ciro, Santa Filomena, Santa Maria Goretti, Santa Barbara e la statua del Sacro Cuore di Gesù.